# Hathawekela
Hathawekela (Oawikila, Thaawikila, Thawegila), Vodeće banda Shawnee Indijanaca koja zajedno s ostalim Shawnee bandama 1697. emigrira s juga, te se naseljavaju dijelom na na rijeku Susquehanna, a dijelom na rijeku Allegheny u Pennsylvaniji, gdje moguće Sewickley uzima ime po njima.
Zajedno s Bicowetha (Piqua) i Kispoko (Kispokotha, Kispococoke) Indijancima preseljeni su 1793. na tadašnji španjolski teritorij u istočnom Missouriju, a nakon toga 1832. u Teksas uz rijeku Saline. Odavde ih teksaški government seli u Oklahomu, gdje su tri ujedinjene bande postale poznate kao Absentee Shawnee.
Hathawekele su među Shawnweejima označavani kao "starija braća". Black Bob's Shawnee njihov su ogranak.

## Vanjske poveznice
- Hathawekela Indian Tribe History